# Eleições legislativas portuguesas de 2005 no distrito de Portalegre
| Eleições legislativas portuguesas de 2005 Distritos: Aveiro \| Beja \| Braga \| Bragança \| Castelo Branco \| Coimbra \| Évora \| Faro \| Guarda \| Leiria \| Lisboa \| Portalegre \| Porto \| Santarém \| Setúbal \| Viana do Castelo \| Vila Real \| Viseu \| Açores \| Madeira \| Estrangeiro |

## Resultados por Concelho
Os resultados nos concelhos do Distrito de Portalegre foram os seguintes:

### Alter do Chão
| Partido                 | Partido                        | Votos |                 | +/-  |
| ----------------------- | ------------------------------ | ----- | --------------- | ---- |
|                         | Partido Socialista             | 1 114 | 51,17 / 100,00  | 9,91 |
|                         | Partido Social Democrata       | 494   | 22,69 / 100,00  | 8,60 |
|                         | Coligação Democrática Unitária | 304   | 13,96 / 100,00  | 0,38 |
|                         | Partido Popular                | 106   | 4,87 / 100,00   | 2,80 |
|                         | Bloco de Esquerda              | 89    | 4,09 / 100,00   | 2,61 |
|                         | Outros                         | 27    | 1,24 / 100,00   |      |
| Votos Inválidos         | Votos Inválidos                | 43    | 1,97 / 100,00   | 0,27 |
| Total                   | Total                          | 2 177 | 100,00 / 100,00 |      |
| Eleitorado/Participação | Eleitorado/Participação        | 3 383 | 64,35 / 100,00  | 0,50 |

| Freguesia     | %     | %     | %     | %    | %    | Votantes |
| Freguesia     | PS    | PSD   | CDU   | PP   | BE   | Votantes |
| ------------- | ----- | ----- | ----- | ---- | ---- | -------- |
| Alter do Chão | 48,97 | 28,07 | 8,47  | 6,10 | 4,20 | 1 311    |
| Chancelaria   | 58,05 | 19,25 | 14,94 | 3,74 | 2,30 | 348      |
| Cunheira      | 67,83 | 9,69  | 12,02 | 3,49 | 4,26 | 258      |
| Seda          | 36,54 | 13,08 | 42,31 | 1,54 | 5,77 | 260      |
| Alter do Chão | 51,17 | 22,69 | 13,96 | 4,87 | 4,09 | 2 177    |

### Arronches
| Partido                 | Partido                        | Votos |                 | +/-   |
| ----------------------- | ------------------------------ | ----- | --------------- | ----- |
|                         | Partido Socialista             | 1 116 | 58,40 / 100,00  | 10,92 |
|                         | Partido Social Democrata       | 380   | 19,88 / 100,00  | 13,45 |
|                         | Coligação Democrática Unitária | 198   | 10,36 / 100,00  | 1,36  |
|                         | Partido Popular                | 86    | 4,50 / 100,00   | 0,70  |
|                         | Bloco de Esquerda              | 60    | 3,14 / 100,00   | 1,96  |
|                         | Outros                         | 27    | 1,41 / 100,00   |       |
| Votos Inválidos         | Votos Inválidos                | 44    | 2,31 / 100,00   | 0,70  |
| Total                   | Total                          | 1 911 | 100,00 / 100,00 |       |
| Eleitorado/Participação | Eleitorado/Participação        | 2 923 | 65,38 / 100,00  | 3,30  |

| Freguesia | %     | %     | %     | %    | %    | Votantes |
| Freguesia | PS    | PSD   | CDU   | PP   | BE   | Votantes |
| --------- | ----- | ----- | ----- | ---- | ---- | -------- |
| Assunção  | 52,04 | 20,22 | 14,19 | 5,75 | 3,53 | 1 078    |
| Esperança | 63,07 | 24,24 | 3,79  | 3,79 | 2,08 | 528      |
| Mosteiros | 72,79 | 11,15 | 8,20  | 1,31 | 3,61 | 305      |
| Arronches | 58,40 | 19,88 | 10,36 | 4,50 | 3,14 | 1 911    |

### Avis
| Partido                 | Partido                        | Votos |                 | +/-  |
| ----------------------- | ------------------------------ | ----- | --------------- | ---- |
|                         | Coligação Democrática Unitária | 1 294 | 42,30 / 100,00  | 0,14 |
|                         | Partido Socialista             | 1 018 | 33,28 / 100,00  | 5,55 |
|                         | Partido Social Democrata       | 426   | 13,93 / 100,00  | 7,40 |
|                         | Bloco de Esquerda              | 138   | 4,51 / 100,00   | 3,07 |
|                         | Partido Popular                | 74    | 2,42 / 100,00   | 0,89 |
|                         | PCTP/MRPP                      | 35    | 1,14 / 100,00   | 0,27 |
|                         | Outros                         | 16    | 0,52 / 100,00   |      |
| Votos Inválidos         | Votos Inválidos                | 58    | 1,90 / 100,00   | 0,33 |
| Total                   | Total                          | 3 059 | 100,00 / 100,00 |      |
| Eleitorado/Participação | Eleitorado/Participação        | 4 208 | 72,69 / 100,00  | 2,56 |

| Freguesia         | %     | %     | %     | %    | %    | %    | Votantes |
| Freguesia         | CDU   | PS    | PSD   | BE   | PP   | PCTP | Votantes |
| ----------------- | ----- | ----- | ----- | ---- | ---- | ---- | -------- |
| Alcôrrego         | 68,47 | 17,97 | 3,05  | 3,39 | 3,05 | 1,36 | 295      |
| Aldeia Velha      | 51,27 | 27,12 | 12,29 | 3,81 | 1,27 | 1,27 | 236      |
| Avis              | 36,69 | 36,41 | 14,19 | 6,83 | 2,61 | 1,21 | 1 071    |
| Benavila          | 40,63 | 37,67 | 13,72 | 3,30 | 0,69 | 0,52 | 576      |
| Ervedal           | 40,50 | 33,00 | 17,25 | 4,25 | 2,25 | 1,25 | 400      |
| Figueira e Barros | 41,74 | 32,61 | 18,70 | 2,61 | 2,17 | 1,74 | 230      |
| Maranhão          | 57,69 | 30,77 | 3,85  | 3,85 | 0    | 0    | 26       |
| Valongo           | 31,45 | 35,11 | 19,56 | 2,22 | 7,11 | 1,33 | 225      |
| Avis              | 42,30 | 33,28 | 13,93 | 4,51 | 2,42 | 1,14 | 3 059    |

### Campo Maior
| Partido                 | Partido                        | Votos |                 | +/-  |
| ----------------------- | ------------------------------ | ----- | --------------- | ---- |
|                         | Partido Socialista             | 2 620 | 58,72 / 100,00  | 6,75 |
|                         | Coligação Democrática Unitária | 880   | 19,72 / 100,00  | 0,06 |
|                         | Partido Social Democrata       | 528   | 11,83 / 100,00  | 7,57 |
|                         | Bloco de Esquerda              | 209   | 4,68 / 100,00   | 3,42 |
|                         | Partido Popular                | 98    | 2,20 / 100,00   | 2,14 |
|                         | Outros                         | 47    | 1,05 / 100,00   |      |
| Votos Inválidos         | Votos Inválidos                | 80    | 1,79 / 100,00   | 0,08 |
| Total                   | Total                          | 4 462 | 100,00 / 100,00 |      |
| Eleitorado/Participação | Eleitorado/Participação        | 6 957 | 64,14 / 100,00  | 4,36 |

| Freguesia                            | %     | %     | %     | %    | %    | Votantes |
| Freguesia                            | PS    | CDU   | PSD   | BE   | PP   | Votantes |
| ------------------------------------ | ----- | ----- | ----- | ---- | ---- | -------- |
| Nossa Senhora da Expectação          | 57,24 | 17,64 | 14,34 | 5,16 | 2,81 | 1 995    |
| Nossa Senhora da Graça dos Degolados | 62,00 | 26,57 | 5,71  | 2,86 | 1,14 | 350      |
| São João Batista                     | 59,57 | 20,55 | 10,49 | 4,53 | 1,79 | 2 117    |
| Campo Maior                          | 58,72 | 19,72 | 11,83 | 4,68 | 2,20 | 4 462    |

### Castelo de Vide
| Partido                 | Partido                        | Votos |                 | +/-   |
| ----------------------- | ------------------------------ | ----- | --------------- | ----- |
|                         | Partido Socialista             | 1 200 | 55,48 / 100,00  | 10,84 |
|                         | Partido Social Democrata       | 523   | 24,18 / 100,00  | 13,07 |
|                         | Coligação Democrática Unitária | 129   | 5,96 / 100,00   | 0,75  |
|                         | Bloco de Esquerda              | 114   | 5,27 / 100,00   | 3,14  |
|                         | Partido Popular                | 87    | 4,02 / 100,00   | 1,83  |
|                         | PCTP/MRPP                      | 22    | 1,02 / 100,00   | 0,01  |
|                         | Outros                         | 23    | 1,07 / 100,00   |       |
| Votos Inválidos         | Votos Inválidos                | 65    | 3,00 / 100,00   | 1,07  |
| Total                   | Total                          | 2 163 | 100,00 / 100,00 |       |
| Eleitorado/Participação | Eleitorado/Participação        | 3 210 | 67,38 / 100,00  | 4,73  |

| Freguesia                                | %     | %     | %     | %    | %    | %    | Votantes |
| Freguesia                                | PS    | PSD   | CDU   | BE   | PP   | PCTP | Votantes |
| ---------------------------------------- | ----- | ----- | ----- | ---- | ---- | ---- | -------- |
| Nossa Senhora da Graça de Póvoa e Meadas | 63,08 | 14,36 | 12,31 | 2,05 | 4,10 | 1,54 | 394      |
| Santa Maria da Devesa                    | 53,74 | 25,54 | 5,77  | 6,05 | 3,97 | 0,95 | 1 057    |
| Santiago Maior                           | 50,39 | 31,25 | 3,13  | 5,47 | 1,95 | 1,56 | 256      |
| São João Baptista                        | 55,87 | 25,43 | 2,61  | 6,09 | 5,22 | 0,43 | 460      |
| Castelo de Vide                          | 55,48 | 24,18 | 5,96  | 5,27 | 4,02 | 1,02 | 2 163    |

### Crato
| Partido                 | Partido                        | Votos |                 | +/-   |
| ----------------------- | ------------------------------ | ----- | --------------- | ----- |
|                         | Partido Socialista             | 1 455 | 56,73 / 100,00  | 10,89 |
|                         | Partido Social Democrata       | 465   | 18,13 / 100,00  | 11,22 |
|                         | Coligação Democrática Unitária | 356   | 13,88 / 100,00  | 0,66  |
|                         | Partido Popular                | 94    | 3,66 / 100,00   | 1,20  |
|                         | Bloco de Esquerda              | 76    | 2,96 / 100,00   | 1,75  |
|                         | PCTP/MRPP                      | 41    | 1,60 / 100,00   | 0,28  |
|                         | Outros                         | 14    | 0,54 / 100,00   |       |
| Votos Inválidos         | Votos Inválidos                | 64    | 2,49 / 100,00   | 0,35  |
| Total                   | Total                          | 2 565 | 100,00 / 100,00 |       |
| Eleitorado/Participação | Eleitorado/Participação        | 3 756 | 68,29 / 100,00  | 2,44  |

| Freguesia        | %     | %     | %     | %    | %    | %    | Votantes |
| Freguesia        | PS    | PSD   | CDU   | PP   | BE   | PCTP | Votantes |
| ---------------- | ----- | ----- | ----- | ---- | ---- | ---- | -------- |
| Aldeia da Mata   | 53,63 | 23,53 | 13,15 | 4,50 | 2,08 | 1,04 | 289      |
| Crato e Mártires | 54,72 | 17,72 | 15,68 | 3,70 | 3,89 | 1,75 | 1 027    |
| Flor da Rosa     | 51,87 | 20,86 | 14,44 | 5,35 | 3,21 | 0    | 187      |
| Gáfete           | 64,13 | 15,70 | 11,06 | 3,14 | 1,79 | 0,90 | 669      |
| Monte da Pedra   | 57,01 | 17,29 | 12,15 | 2,34 | 3,27 | 2,80 | 214      |
| Vale do Peso     | 50,28 | 18,99 | 16,76 | 3,91 | 2,79 | 4,47 | 179      |
| Crato            | 56,73 | 18,13 | 13,88 | 3,66 | 2,96 | 1,60 | 2 565    |

### Elvas
| Partido                 | Partido                        | Votos  |                 | +/-   |
| ----------------------- | ------------------------------ | ------ | --------------- | ----- |
|                         | Partido Socialista             | 7 597  | 63,14 / 100,00  | 10,42 |
|                         | Partido Social Democrata       | 2 027  | 16,85 / 100,00  | 10,52 |
|                         | Partido Popular                | 726    | 6,03 / 100,00   | 2,81  |
|                         | Bloco de Esquerda              | 655    | 5,44 / 100,00   | 3,60  |
|                         | Coligação Democrática Unitária | 613    | 5,09 / 100,00   | 0,43  |
|                         | Outros                         | 176    | 1,46 / 100,00   |       |
| Votos Inválidos         | Votos Inválidos                | 238    | 1,97 / 100,00   | 0,16  |
| Total                   | Total                          | 12 032 | 100,00 / 100,00 |       |
| Eleitorado/Participação | Eleitorado/Participação        | 19 697 | 61,09 / 100,00  | 5,60  |

| Freguesia                         | %     | %     | %    | %    | %     | Votantes |
| Freguesia                         | PS    | PSD   | PP   | BE   | CDU   | Votantes |
| --------------------------------- | ----- | ----- | ---- | ---- | ----- | -------- |
| Ajuda, Salvador e Santo Ildefonso | 64,82 | 16,35 | 4,38 | 5,99 | 5,40  | 685      |
| Alcáçova                          | 69,71 | 14,04 | 4,99 | 5,41 | 3,30  | 1 182    |
| Assunção                          | 51,44 | 25,45 | 9,84 | 6,49 | 3,08  | 3 670    |
| Barbacena                         | 62,86 | 12,14 | 6,19 | 4,29 | 11,90 | 420      |
| Caia e São Pedro                  | 70,43 | 11,38 | 4,74 | 5,99 | 3,96  | 2 171    |
| Santa Eulália                     | 68,58 | 13,37 | 2,81 | 2,14 | 9,63  | 748      |
| São Brás e São Lourenço           | 73,92 | 10,93 | 4,00 | 4,44 | 3,14  | 924      |
| São Vicente e Ventosa             | 75,00 | 8,41  | 3,66 | 2,80 | 7,54  | 464      |
| Terrugem                          | 62,49 | 13,38 | 4,54 | 5,02 | 10,63 | 837      |
| Vila Boim                         | 61,79 | 16,83 | 3,17 | 5,79 | 8,55  | 725      |
| Vila Fernando                     | 64,56 | 20,87 | 5,34 | 4,85 | 0,49  | 206      |
| Elvas                             | 63,14 | 16,85 | 6,03 | 5,44 | 5,09  | 12 032   |

### Fronteira
| Partido                 | Partido                        | Votos |                 | +/-   |
| ----------------------- | ------------------------------ | ----- | --------------- | ----- |
|                         | Partido Socialista             | 1 229 | 53,07 / 100,00  | 11,21 |
|                         | Partido Social Democrata       | 565   | 24,40 / 100,00  | 12,50 |
|                         | Coligação Democrática Unitária | 227   | 9,80 / 100,00   | 0,14  |
|                         | Bloco de Esquerda              | 100   | 4,32 / 100,00   | 3,14  |
|                         | Partido Popular                | 86    | 3,71 / 100,00   | 3,30  |
|                         | Outros                         | 42    | 1,81 / 100,00   |       |
| Votos Inválidos         | Votos Inválidos                | 67    | 2,89 / 100,00   | 1,30  |
| Total                   | Total                          | 2 316 | 100,00 / 100,00 |       |
| Eleitorado/Participação | Eleitorado/Participação        | 3 469 | 66,76 / 100,00  | 1,79  |

| Freguesia      | %     | %     | %     | %    | %    | Votantes |
| Freguesia      | PS    | PSD   | CDU   | BE   | PP   | Votantes |
| -------------- | ----- | ----- | ----- | ---- | ---- | -------- |
| Cabeço de Vide | 54,49 | 21,26 | 14,02 | 3,31 | 3,62 | 635      |
| Fronteira      | 51,32 | 27,23 | 6,41  | 5,36 | 4,32 | 1 436    |
| São Saturnino  | 59,59 | 15,92 | 18,78 | 0,82 | 0,41 | 245      |
| Fronteira      | 53,07 | 24,40 | 9,80  | 4,32 | 3,71 | 2 316    |

### Gavião
| Partido                 | Partido                        | Votos |                 | +/-   |
| ----------------------- | ------------------------------ | ----- | --------------- | ----- |
|                         | Partido Socialista             | 1 858 | 64,60 / 100,00  | 8,87  |
|                         | Partido Social Democrata       | 434   | 15,09 / 100,00  | 10,51 |
|                         | Coligação Democrática Unitária | 252   | 8,76 / 100,00   | 0,38  |
|                         | Bloco de Esquerda              | 115   | 4,00 / 100,00   | 2,81  |
|                         | Partido Popular                | 81    | 2,82 / 100,00   | 2,19  |
|                         | PCTP/MRPP                      | 36    | 1,25 / 100,00   | 0,32  |
|                         | Outros                         | 24    | 0,83 / 100,00   |       |
| Votos Inválidos         | Votos Inválidos                | 76    | 2,64 / 100,00   | 0,73  |
| Total                   | Total                          | 2 876 | 100,00 / 100,00 |       |
| Eleitorado/Participação | Eleitorado/Participação        | 4 426 | 64,98 / 100,00  | 1,45  |

| Freguesia | %     | %     | %     | %    | %    | %    | Votantes |
| Freguesia | PS    | PSD   | CDU   | BE   | PP   | PCTP | Votantes |
| --------- | ----- | ----- | ----- | ---- | ---- | ---- | -------- |
| Atalaia   | 54,70 | 12,82 | 15,38 | 6,84 | 2,56 | 0,85 | 117      |
| Belver    | 69,14 | 12,21 | 8,42  | 3,80 | 1,65 | 1,65 | 606      |
| Comenda   | 61,94 | 13,39 | 14,03 | 3,87 | 2,42 | 0,97 | 620      |
| Gavião    | 63,17 | 17,32 | 5,91  | 3,53 | 4,88 | 1,04 | 964      |
| Margem    | 67,14 | 16,70 | 6,85  | 4,57 | 1,05 | 1,58 | 569      |
| Gavião    | 64,60 | 15,09 | 8,76  | 4,00 | 2,82 | 1,25 | 2 876    |

### Marvão
| Partido                 | Partido                        | Votos |                 | +/-   |
| ----------------------- | ------------------------------ | ----- | --------------- | ----- |
|                         | Partido Socialista             | 1 309 | 56,64 / 100,00  | 10,01 |
|                         | Partido Social Democrata       | 565   | 24,45 / 100,00  | 14,04 |
|                         | Partido Popular                | 149   | 6,45 / 100,00   | 1,48  |
|                         | Bloco de Esquerda              | 90    | 3,89 / 100,00   | 2,65  |
|                         | Coligação Democrática Unitária | 74    | 3,20 / 100,00   | 1,12  |
|                         | Outros                         | 51    | 2,21 / 100,00   |       |
| Votos Inválidos         | Votos Inválidos                | 73    | 3,16 / 100,00   | 1,12  |
| Total                   | Total                          | 2 311 | 100,00 / 100,00 |       |
| Eleitorado/Participação | Eleitorado/Participação        | 3 586 | 64,45 / 100,00  | 2,74  |

| Freguesia                | %     | %     | %    | %    | %    | Votantes |
| Freguesia                | PS    | PSD   | PP   | BE   | CDU  | Votantes |
| ------------------------ | ----- | ----- | ---- | ---- | ---- | -------- |
| Beirã                    | 64,86 | 15,95 | 6,76 | 3,51 | 4,05 | 370      |
| Santa Maria de Marvão    | 57,05 | 27,56 | 4,17 | 5,13 | 1,92 | 312      |
| Santo António das Areias | 62,10 | 20,18 | 4,14 | 3,88 | 3,23 | 773      |
| São Salvador da Aramenha | 48,01 | 30,84 | 9,23 | 3,62 | 3,27 | 856      |
| Marvão                   | 56,64 | 24,45 | 6,45 | 3,89 | 3,20 | 2 311    |

### Monforte
| Partido                 | Partido                        | Votos |                 | +/-   |
| ----------------------- | ------------------------------ | ----- | --------------- | ----- |
|                         | Partido Socialista             | 1 188 | 58,93 / 100,00  | 12,72 |
|                         | Partido Social Democrata       | 310   | 15,38 / 100,00  | 7,21  |
|                         | Coligação Democrática Unitária | 272   | 13,49 / 100,00  | 3,90  |
|                         | Bloco de Esquerda              | 79    | 3,92 / 100,00   | 1,84  |
|                         | Partido Popular                | 76    | 3,77 / 100,00   | 3,97  |
|                         | PCTP/MRPP                      | 28    | 1,39 / 100,00   | 0,63  |
|                         | Outros                         | 25    | 1,25 / 100,00   |       |
| Votos Inválidos         | Votos Inválidos                | 38    | 1,88 / 100,00   | 0,43  |
| Total                   | Total                          | 2 016 | 100,00 / 100,00 |       |
| Eleitorado/Participação | Eleitorado/Participação        | 2 946 | 68,43 / 100,00  | 3,86  |

| Freguesia    | %     | %     | %     | %    | %    | %    | Votantes |
| Freguesia    | PS    | PSD   | CDU   | BE   | PP   | PCTP | Votantes |
| ------------ | ----- | ----- | ----- | ---- | ---- | ---- | -------- |
| Assumar      | 44,51 | 12,80 | 32,01 | 2,74 | 3,35 | 1,22 | 328      |
| Monforte     | 53,89 | 20,38 | 10,70 | 5,35 | 4,97 | 1,27 | 785      |
| Santo Aleixo | 69,56 | 10,89 | 8,06  | 3,83 | 3,43 | 1,61 | 496      |
| Vaiamonte    | 67,32 | 13,27 | 10,57 | 2,21 | 2,21 | 1,47 | 407      |
| Monforte     | 58,93 | 15,38 | 13,49 | 3,92 | 3,77 | 1,39 | 2 016    |

### Nisa
| Partido                 | Partido                        | Votos |                 | +/-   |
| ----------------------- | ------------------------------ | ----- | --------------- | ----- |
|                         | Partido Socialista             | 2 797 | 54,80 / 100,00  | 11,77 |
|                         | Partido Social Democrata       | 1 131 | 22,16 / 100,00  | 10,44 |
|                         | Coligação Democrática Unitária | 528   | 10,34 / 100,00  | 1,44  |
|                         | Bloco de Esquerda              | 196   | 3,84 / 100,00   | 2,63  |
|                         | Partido Popular                | 194   | 3,80 / 100,00   | 3,13  |
|                         | PCTP/MRPP                      | 65    | 1,27 / 100,00   | 0,20  |
|                         | Outros                         | 42    | 0,81 / 100,00   |       |
| Votos Inválidos         | Votos Inválidos                | 151   | 2,96 / 100,00   | 0,91  |
| Total                   | Total                          | 5 104 | 100,00 / 100,00 |       |
| Eleitorado/Participação | Eleitorado/Participação        | 7 678 | 66,48 / 100,00  | 3,44  |

| Freguesia              | %     | %     | %     | %    | %    | %    | Votantes |
| Freguesia              | PS    | PSD   | CDU   | BE   | PP   | PCTP | Votantes |
| ---------------------- | ----- | ----- | ----- | ---- | ---- | ---- | -------- |
| Alpalhão               | 50,00 | 33,70 | 7,42  | 1,82 | 3,16 | 0,24 | 822      |
| Amieira do Tejo        | 57,28 | 13,62 | 13,15 | 4,69 | 5,16 | 2,35 | 213      |
| Arez                   | 65,26 | 21,60 | 3,76  | 0,94 | 2,35 | 1,41 | 213      |
| Espírito Santo         | 49,06 | 24,73 | 9,01  | 6,88 | 5,41 | 1,15 | 1 221    |
| Montalvão              | 54,74 | 14,63 | 22,49 | 1,63 | 2,71 | 1,90 | 369      |
| Nossa Senhora da Graça | 54,12 | 21,40 | 10,70 | 5,17 | 3,81 | 1,23 | 813      |
| Santana                | 69,57 | 4,62  | 15,49 | 3,26 | 1,36 | 1,63 | 368      |
| São Matias             | 59,42 | 23,19 | 6,16  | 2,17 | 3,99 | 1,45 | 276      |
| São Simão              | 48,80 | 17,60 | 24,00 | 3,20 | 4,00 | 0    | 125      |
| Tolosa                 | 58,92 | 21,35 | 6,87  | 2,19 | 3,51 | 2,05 | 684      |
| Nisa                   | 54,80 | 22,16 | 10,34 | 3,84 | 3,80 | 1,27 | 5 104    |

### Ponte de Sôr
| Partido                 | Partido                        | Votos  |                 | +/-  |
| ----------------------- | ------------------------------ | ------ | --------------- | ---- |
|                         | Partido Socialista             | 4 916  | 49,65 / 100,00  | 7,81 |
|                         | Coligação Democrática Unitária | 2 080  | 21,01 / 100,00  | 0,49 |
|                         | Partido Social Democrata       | 1 678  | 16,95 / 100,00  | 8,73 |
|                         | Bloco de Esquerda              | 487    | 4,92 / 100,00   | 3,38 |
|                         | Partido Popular                | 338    | 3,41 / 100,00   | 2,03 |
|                         | PCTP/MRPP                      | 113    | 1,14 / 100,00   | 0,28 |
|                         | Outros                         | 82     | 0,82 / 100,00   |      |
| Votos Inválidos         | Votos Inválidos                | 208    | 2,10 / 100,00   | 0,40 |
| Total                   | Total                          | 9 902  | 100,00 / 100,00 |      |
| Eleitorado/Participação | Eleitorado/Participação        | 15 389 | 64,34 / 100,00  | 3,62 |

| Freguesia      | %     | %     | %     | %    | %    | %    | Votantes |
| Freguesia      | PS    | CDU   | PSD   | BE   | PP   | PCTP | Votantes |
| -------------- | ----- | ----- | ----- | ---- | ---- | ---- | -------- |
| Foros de Arrão | 47,48 | 35,49 | 5,52  | 5,99 | 1,42 | 1,89 | 634      |
| Galveias       | 41,80 | 23,13 | 21,47 | 6,86 | 1,27 | 1,65 | 787      |
| Longomel       | 61,46 | 20,77 | 8,64  | 3,72 | 2,64 | 1,08 | 833      |
| Montargil      | 34,89 | 38,85 | 16,02 | 2,14 | 3,83 | 1,23 | 1 542    |
| Ponte de Sor   | 52,09 | 11,99 | 21,29 | 6,26 | 4,34 | 0,78 | 4 604    |
| Tramaga        | 61,42 | 19,39 | 8,41  | 3,86 | 2,47 | 1,88 | 1 011    |
| Vale de Açor   | 44,20 | 31,16 | 18,33 | 0,81 | 2,65 | 1,02 | 491      |
| Ponte de Sor   | 49,65 | 21,01 | 16,95 | 4,92 | 3,41 | 1,14 | 9 902    |

### Portalegre
| Partido                 | Partido                        | Votos  |                 | +/-   |
| ----------------------- | ------------------------------ | ------ | --------------- | ----- |
|                         | Partido Socialista             | 7 906  | 53,43 / 100,00  | 8,78  |
|                         | Partido Social Democrata       | 4 005  | 27,07 / 100,00  | 11,35 |
|                         | Coligação Democrática Unitária | 841    | 5,68 / 100,00   | 0,50  |
|                         | Bloco de Esquerda              | 744    | 5,03 / 100,00   | 3,08  |
|                         | Partido Popular                | 718    | 4,85 / 100,00   | 2,00  |
|                         | Outros                         | 183    | 1,24 / 100,00   |       |
| Votos Inválidos         | Votos Inválidos                | 400    | 2,71 / 100,00   | 0,91  |
| Total                   | Total                          | 14 797 | 100,00 / 100,00 |       |
| Eleitorado/Participação | Eleitorado/Participação        | 22 144 | 66,82 / 100,00  | 3,04  |

| Freguesia       | %     | %     | %     | %    | %    | Votantes |
| Freguesia       | PS    | PSD   | CDU   | BE   | PP   | Votantes |
| --------------- | ----- | ----- | ----- | ---- | ---- | -------- |
| Alagoa          | 55,63 | 30,52 | 1,41  | 2,82 | 5,40 | 426      |
| Alegrete        | 60,72 | 28,76 | 1,23  | 2,38 | 4,44 | 1 217    |
| Carreiras       | 47,22 | 38,26 | 1,45  | 1,94 | 6,54 | 413      |
| Fortios         | 55,42 | 20,52 | 11,60 | 4,03 | 4,03 | 1 043    |
| Reguengo        | 49,10 | 36,32 | 3,59  | 3,36 | 3,36 | 446      |
| Ribeira de Nisa | 57,56 | 27,85 | 1,72  | 4,77 | 2,79 | 754      |
| São Julião      | 42,48 | 42,81 | 2,94  | 1,96 | 4,25 | 306      |
| São Lourenço    | 42,62 | 34,18 | 5,32  | 5,23 | 7,85 | 3 517    |
| Sé              | 57,31 | 21,54 | 7,24  | 6,46 | 3,90 | 5 385    |
| Urra            | 61,16 | 22,33 | 6,05  | 4,96 | 2,87 | 1 290    |
| Portalegre      | 53,43 | 27,07 | 5,68  | 5,03 | 4,85 | 14 797   |

### Sousel
| Partido                 | Partido                        | Votos |                 | +/-   |
| ----------------------- | ------------------------------ | ----- | --------------- | ----- |
|                         | Partido Socialista             | 1 587 | 47,83 / 100,00  | 10,26 |
|                         | Partido Social Democrata       | 858   | 25,86 / 100,00  | 9,70  |
|                         | Coligação Democrática Unitária | 537   | 16,18 / 100,00  | 0,17  |
|                         | Bloco de Esquerda              | 112   | 3,38 / 100,00   | 2,51  |
|                         | Partido Popular                | 84    | 2,53 / 100,00   | 2,67  |
|                         | PCTP/MRPP                      | 39    | 1,18 / 100,00   | 0,08  |
|                         | Outros                         | 32    | 0,96 / 100,00   |       |
| Votos Inválidos         | Votos Inválidos                | 69    | 2,08 / 100,00   | 0,53  |
| Total                   | Total                          | 3 318 | 100,00 / 100,00 |       |
| Eleitorado/Participação | Eleitorado/Participação        | 4 864 | 68,22 / 100,00  | 1,62  |

| Freguesia   | %     | %     | %     | %    | %    | %    | Votantes |
| Freguesia   | PS    | PSD   | CDU   | BE   | PP   | PCTP | Votantes |
| ----------- | ----- | ----- | ----- | ---- | ---- | ---- | -------- |
| Cano        | 57,52 | 23,50 | 9,84  | 2,66 | 2,66 | 0,93 | 864      |
| Casa Branca | 46,81 | 19,73 | 23,41 | 3,55 | 2,08 | 1,47 | 816      |
| Santo Amaro | 53,88 | 25,06 | 13,30 | 2,88 | 1,55 | 1,11 | 451      |
| Sousel      | 39,17 | 32,10 | 16,93 | 3,96 | 3,12 | 1,18 | 1 187    |
| Sousel      | 47,83 | 25,86 | 16,18 | 3,38 | 2,53 | 1,18 | 3 318    |